# Janvier 1773
Cette page présente les faits marquants du mois de janvier 1773.

## Événements
- 31 janvier : Frédéric II de Prusse crée par décret la province de Prusse-Occidentale[1].

## Naissances
- 1er janvier : Gerrit Malleyn, peintre néerlandais († 6 février 1816).

## Décès
- 21 janvier : Alexis Piron, 83 ans, poète et dramaturge français (° 9 juillet 1689).